# Onocephala lineola
Onocephala lineola là một loài bọ cánh cứng trong họ Cerambycidae.